# Alternanthera brasiliana
Alternanthera brasiliana, también conocida como gran alternantera púrpura, hierba de metal, hoja de sangre, hoja de loro, hoja de rubí, hierba de alegría brasileña, A. purpura o hierba de alegría púrpura, es una planta de la familia Amaranthaceae, nativa de los bosques de América del Sur y también Centroamérica. Es cultivada como planta ornamental, muy similar en apariencia a Alternanthera dentata, que figura como uno de los sinónimos de esta especie.

## Descripción
Es una planta herbácea, erecta y en expansión que puede crecer hasta 3 metros de altura, aunque generalmente mide menos de 1 metro como planta cultivada. Los tallos de la planta, que varían entre el rojo, el verde y el púrpura, son delicadamente hirsutos cuando son jóvenes, aunque se vuelven glabrescentes a medida que envejecen. Sus hojas opuestas, que miden de 1 a 10 cm de largo y de 0,70 a 5 cm de ancho, suelen tener un color púrpura moteado o un rojo púrpura luminoso. Puede perder algunas de sus hojas en invierno, haciéndolo parcialmente 'caducifolio' en lugares que tienen inviernos ligeramente frescos.
Sus flores son pompones de color vainilla que están ordenadas en racimos compactos (7–20 mm de largo) en la ramificación superior de las hojas y son de forma pequeña. Estos racimos tienen una forma redondeada o ligeramente alargada y nacen en tallos que normalmente tienen entre 3 y 10 cm de largo. Puede florecer en cualquier época del año, pero en climas templados y subtropicales más fríos florece con mayor frecuencia en invierno. Su fruto es de color marrón, muy pequeño (1,5–2 mm de largo) contiene una semilla que generalmente está escondida dentro de las partes más viejas de la flor.

## Cultivos
Se usa como planta ornamental con muchos cultivares, como 'Purple Prince' y 'Little Ruby' (este nombre también se usa para los cultivares de Alternanthera dentata de aspecto similar). A menudo se extrae de la naturaleza para uso regional como alimento y medicina, donde se utiliza como agente antiviral y antidiarreico. Crece a pleno sol en suelos húmedos y bien drenados, donde se multiplica por auto-siembra. También se puede propagar fácilmente mediante esquejes.

## Distribución
La planta es originaria de Brasil, Perú, Ecuador, Colombia, Venezuela, Guayanas, Nicaragua, Belice, Guatemala, México y el Caribe.
Además, está naturalizado en áreas silvestres y tierras cultivadas en África occidental, distritos costeros del norte y este de Australia, Florida, Sudáfrica, algunas islas del Pacífico y en laderas de barrancos sombreados y arroyos en Java. La mayoría de las especies de joyweed, incluida esta, se consideran malas hierbas ambientales en Queensland, Nueva Gales del Sur, el Territorio del Norte y Australia Occidental.